# バリー・シール/アメリカをはめた男
『バリー・シール/アメリカをはめた男』（バリー・シール アメリカをはめたおとこ、American Made）は、2017年のアメリカ合衆国の伝記犯罪映画。監督はダグ・リーマン、主演はトム・クルーズ。パイロットとしてCIAの仕事をしながら、麻薬の運び屋でもあった実在の人物バリー・シールの実話をもとにしたフィクションである。

## ストーリー
1970年代後半、バリー・シールは大手航空会社TWAでパイロットとして働いていた。シールの若くして機長に昇進した腕前は一級品かつ裏で検査が緩い立場を利用して密輸に手を染めていた事で、CIAからも注目されるようになった。ある日、シールはCIAに極秘の偵察任務への参加を求められた。野心家でもあったシールは喜んでその依頼を引き受ける事にし、すぐにTWAを飛び出してCIAが用意したペーパーカンパニーの小さな航空会社に転職し、メキシコ湾を航空レーダーを避けるように凄腕を発揮した超低空飛行で通り抜けてアメリカと中米や近隣諸国を秘密裏に往復するスリリングな日々を始める。
数年後、シールはパナマの独裁者、マヌエル・ノリエガとCIAの仲介人の役割を果たすようになっていた。シールはCIAの目を盗み、メデジン・カルテルの指示でコカインをルイジアナ州に密輸する仕事も請け負っていた。やがて、CIAはシールが麻薬の密輸に関与していることを把握したが、シールの任務を代わりに担えるような人材がいなかったため、敢えて黙殺する決断を下した。一方、麻薬取締局（DEA）はシールを逮捕すべく行動を開始した。DEAの動きを察したCIAはシールに密輸から手を引けと警告したが、シールはそれに耳を貸そうとはしなかった。
その後、シールはニカラグアの親米反政府組織、コントラに武器を密輸する任務も請け負うこととなった。コントラが本気で政府を倒す気がないと確信したシールは、その武器をカルテルに横流ししてさらに儲けていった。CIAの黙認の下で、シールの会社は小さな空港を独占的に利用して本人も含めてパイロット5人と5機のセスナ機を抱える密輸集団に成長し、シールは扱いに困るほどの大金を得る。
暴走を続けるシールを危険視するようになったCIAは、シールを見捨てて地元警察とDEAとFBIとATFが逮捕するのを黙認した。逮捕後に検事の前に突き出されて絶体絶命の窮地に立たされたシールだったが、ホワイトハウスが求めているニカラグアの左派武装勢力であるサンディニスタ民族解放戦線が麻薬の密輸に関与している証拠を得る手助けする事を司法取引の材料として釈放される。しかし、それはメデジン・カルテルを裏切ることを意味していた。

## キャスト
※括弧内は日本語吹替。
- バリー・シール - トム・クルーズ（森川智之[5]）

武器や麻薬の密輸を行っているパイロット。
- モンティ・"シェイファー" - ドーナル・グリーソン（野島健児）
- ルーシー・シール - サラ・ライト（英語版）（宮島依里）
- ダウニング保安官 - ジェシー・プレモンス（中村章吾）
- JB - ケイレブ・ランドリー・ジョーンズ（小林親弘）
- ジュディ・ダウニング - ローラ・カーク（内藤有海）
- デイナ・シボタ - ジェイマ・メイズ（水神のりこ）
- ホルヘ・オチョア（英語版） - アレハンドロ・エッダ（鈴木正和）
- ジェームズ・ランゲル - ベニート・マルティネス（志賀麻登佳）
- クレイグ・マッコール捜査官 - E・ロジャー・ミッチェル
- ルイス・フィンクル - ジェド・リース（英語版）（白石兼斗）
- カルロス・レデル（英語版） - フレディ・ヤテ・エスコバー（藤翔平）
- パブロ・エスコバル - マウリシオ・メヒア（志村知幸）
- オリヴァー・ノース中佐 - ロバート・ファリア
- ジョージ・W・ブッシュ - コナー・トリニアー（英語版）
- ジミー・カーター大統領 - 本人（記録映像）（堀越富三郎）
- ロナルド・レーガン大統領 - 本人（記録映像）（長克巳）
- ナンシー・レーガン - 本人（記録映像）（田中杏沙）

## 製作
2015年5月27日、本作の主要撮影がジョージア州で始まった。ロケ地にはチェロキー郡、クレイトン、ディカーブ郡などが選ばれた。8月下旬以降、コロンビアのサンタ・マルタとメデジンでの撮影が行われた。

### 撮影中の事故
2015年9月11日、撮影クルーを乗せた飛行機が墜落し、乗員2名が死亡、1人が重傷を負うという事故が起きた。事故の原因の一つとして悪天候が指摘されている。

## 公開
2015年5月、本作は『Mena』というタイトルで2017年1月6日に全米公開されると発表された。2016年8月8日、本作のタイトルが『American Made』に変更され、全米公開日も2017年9月29日に延期されるとの報道があった。これは同じ週に公開される予定だった『Amityville:The Awakening』と『アンダーワールド ブラッド・ウォーズ』との競合を避けるための変更であった。
2017年9月1日、本作はドーヴィル映画祭でプレミアを迎えた。

## 興行収入
本作は『フラットライナーズ』と『Til Death Do Us Part』と同じ週に公開され、公開初週末に1200万ドルから1500万ドルを稼ぎ出すと予想されている。しかし、実際の数字はそれを上回るものであった。2017年9月29日、本作は全米3024館で封切られ、公開初週末に1677万ドルを稼ぎ出し、週末興行収入ランキング初登場3位となった。

## 評価
本作は批評家から高く評価されている。映画批評集積サイトのRotten Tomatoesには262件のレビューがあり、批評家支持率は86%、平均点は10点満点で6.95点となっている。サイト側による批評家の見解の要約は「『バリー・シール/アメリカをはめた男』は実在の人物を題材にしたストーリーをテンポ良くかつルーズに処理しており、その姿勢は主演のトム・クルーズが発する途方もないエネルギーを反映したものである。それは鑑賞するに値するものとなっている。」となっている。また、Metacriticには50件のレビューがあり、加重平均値は65/100となっている。なお、本作のCinemaScoreはA+となっている。